# Berrigan

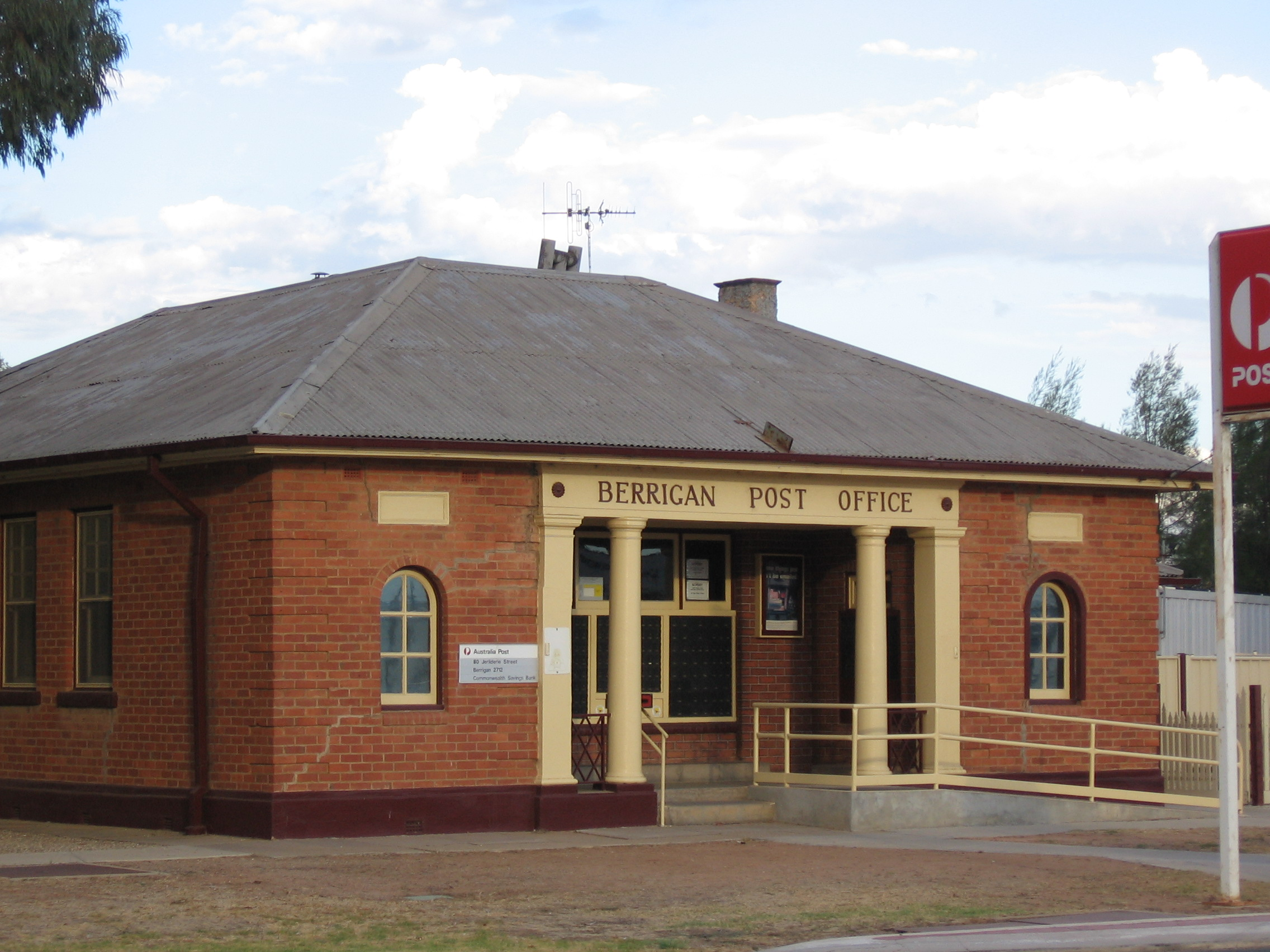
Le bureau de poste de Berrigan

Berrigan est une ville australienne située dans la zone d'administration locale de Berrigan, dont elle est le siège, en Nouvelle-Galles du Sud.

## Géographie
Elle est située dans la Riverina, à l'extrémité sud de la Nouvelle-Galles du Sud, à 120 km d'Albury, à 650 km au sud-ouest de Sydney et à 300 km de Melbourne. Elle est traversée par la Riverina Highway.

## Histoire
La localité voit le jour en 1849 et le village est officiellement fondé le 31 mai 1890, avant d'être intégré au comté de Berrigan lors de sa création en 1906.
C'est l'association des habitants de Berrigan qui lança la première l'idée de la création d'une fédération australienne et fut à l'origine de la première réunion à Corowa.

## Démographie
| 2006  | 2016  | 2021  |
| ----- | ----- | ----- |
| 1 311 | 1 260 | 1 264 |